# Hôtel Saint-Louis et de la Poste
L'hôtel Saint-Louis et de la Poste est un hôtel situé à Autun (Saône-et-Loire) en France, 6 rue de l'Arbalète, ouvert en 1744. Le bâtiment est attesté au XVIIe siècle, et a connu des fonctions multiples.
Le bâtiment est la propriété d'un avocat de la ville, qui en 1655 la vend à des religieuses venues du prieuré de Saint-Julien-sur-Dheune. Il est alors connu sous le nom de « maison des Dames de Saint-Julien ». Elles partent dès 1673 puis louent le bâtiment. Alors qu'il tombe en ruine, il est acheté et rebâti par la ville d'Autun en 1732, qui le transforme en écuries. En 1744, il est devient un hôtel privé. Cet hôtel devient l'un des plus importants de la ville au XIXe siècle ; il accueille notamment Napoléon Bonaparte, par trois fois entre 1802 et 1815.
L'établissement est maintenu pendant plus de 250 ans, avant sa fermeture en 2013. La chambre dans laquelle Napoléon Ier et Joséphine de Beauharnais ont séjourné est maintenue dans son mobilier d'époque et est connue sous le nom de « chambre Napoléon ». Le passage de George Sand en 1836, qu'elle a conté dans ses Lettres d'un voyageur, est aussi remarqué.

## Histoire

### La maison des dames de Saint-Julien
Une archive d'un « acte de vente de la maison Debard aux dames de Saint-Julien » du 23 septembre 1655 est la première trace du bâtiment — ainsi que du toponyme de la « rue de l'Arbalestier ». Nicolas Debard, avocat, possédait alors l'une des maisons les plus belles et spacieuses d'Autun. Il la vend aux dames religieuses du prieuré Saint-Julien de Saint-Julien-sur-Dheune pour le prix de 8 500 livres tournois. Celles-ci étaient établis depuis plusieurs siècles à Saint-Julien-sur-Dheune, un village du centre de l'actuelle Saône-et-Loire, sous l'égide de filles de grande maison. C'est Charlotte de Rabutin qui les conduit à Autun, après avoir obtenu l'autorisation du duc d'Éperon, gouverneur de Bourgogne, et de l'évêque d'Autun. Les magistrats acceptent leur venue, à condition qu'elles ne soient pas à la charge de la ville et ne fassent pas construire de nouvelles maisons.
Lorsque les religieuses s'installent dans la maison, le vierg-maire s'oppose à elles. Pour lui, il serait préférable qu'elles s'établissent dans le quartier Marchaux, plus au sud, dépourvu de maisons religieuses. Elles refusent, arguant qu'elles dérangeraient la population et que celle-ci était suffisamment desservies par les chapelles Saint-Nicolas et de la Bondue. Une nouvelle assemblée des habitations est ouverte mais les religieuses refusent toute proposition.
Les dames de Saint-Julien ne s'établissent cependant pas longtemps à Autun. Dès 1673, elles rejoignent l'abbaye Saint-Julien de Rougemont, à proximité de Dijon.

### L'hôtel Saint-Louis et de la Poste
Pendant près de soixante ans, les religieuses conservent l'hôtel, qu'elles louent. En 1732, lorsque le maire d'Autun Nicolas-Jean Barrault fait acheter par la ville la maison à l'abbesse de Saint-Julien Françoise-Éléonore de Rabutin pour 6 000 livres tournois, elle est en pleine ruine et il est dangereux d'y habiter. Lors des restaurations débutées immédiatement après l'achat, des pierres issues d'un pan de mur du mausolée antique dit « temple de Pluton » venant de s'écrouler sont réemployées,. La ville dédit l'immeuble à des écuries destinées aux chevaux des troupes de passage, une fonction conservée jusqu'en 1743, avec des magasins de troupe et des écuries publiques.
La maison est louée en 1744 aux trois fondateurs de l'hôtel Saint-Louis et de la Poste, Gabrielle Midoux, Jeanne Midoux et le mari de cette dernière, Claude Lailly. L'établissement est inscrit sur la liste générale des postes en 1776.
Le bâtiment bénéficie de plusieurs campagnes d'aménagements au XXe siècle, dont une importante rénovation dans les années 1930 qui permet une adaptation aux voitures.
L'hôtel est fermé en 2013. Il compte alors quarante-quatre chambres.

## Architecture
Avant son réaménagement au XXe siècle, la grande cour arrière desservait les écuries de la poste, celles de l'hôtel, les remises et greniers à foin et le jardin clos.
Une coupole de pavés de verre, enchâssées dans du ciment, est édifiée dans le jardin clos de l'hôtel en 1927 par l'architecte F. Dulaurent et l'ingénieur E. Divorne. Les pavés de verre, circulaires, sont enchâssés en ligne ou en cercle et permettent un éclairage naturel. L'œuvre est présentée comme une référence dans l'ouvrage de référence Le Ciment-roi : réalisations architecturales récentes, ossatures, formes, ornements en 1927,.

## Patrimoine mobilier et culturel

### Passages de marque
L'hôtel Saint-Louis et de la Poste a connu au XIXe siècle le passage de plusieurs personnalités politiques ou littéraires de premier plan.
En particulier, trois visites de Napoléon Bonaparte,. Le 10 janvier 1802, le Premier consul et Joséphine de Beauharnais passent par Autun pour rejoindre Lyon où sont convoqués les députés de la République cisalpine pour former la République italienne. À l'hôtel de Saint-Louis et de la Poste, il reçoit les autorités de la ville, prend le souper puis repart,. Le 6 avril 1805, entre Paris et Milan, il change ses chevaux à l'hôtel. Enfin, revenu de l'Île d'Elbe, il arrive le 15 mars 1815 pendant les Cent-Jours à Autun. Il rejoint le général Michel Silvestre Brayer qui l'avait précédé la veille. L'évènement est conté avec précision par le docteur Guyton, témoin des évènements, dans ses souvenirs écrits en 1854,. L'arrivée de Napoléon Ier ne provoque aucun enthousiasme dans la ville et celui-ci, descendu à l'hôtel Saint-Louis, démet de ses fonctions le maire, qui a fait proclamer un acte à son encontre. Attendant l'arrivée de nouvelles troupes, il reste enfermé dans l'hôtel jusqu'à son départ le lendemain matin.
Dans les décennies qui suivent, l'hôtel Saint-Louis et de la Poste connaît trois autres visites de personnes de sang royal. Le 26 mai 1832, le duc d'Orléans Ferdinand-Philippe, fils du roi Louis-Philippe Ier, de passage deux jours à Autun, reçoit à l'hôtel les députations des fonctionnaires civils et militaires et donne un dîner de cinquante couverts. Marie-Christine de Bourbon-Siciles, reine puis régente d'Espagne jusqu'en 1840, nièce du roi des Français, fait une halte par l'hôtel lors de son exil en France le 6 mai 1841 et assiste à la messe en l'église Notre-Dame à proximité. Le 17 juillet 1873, le comte de Paris et prétendant orléaniste au trône de France Philippe d'Orléans visite la cathédrale puis séjourne à l'hôtel.
Enfin, l'hôtel a accueilli à déjeuner l'écrivaine de renom George Sand. Elle arrive à Autun avec sa famille le 2 septembre 1836, jour de la foire de la Saint-Ladre, dans un établissement bondé. Le repas se déroule mal et elle repart dans sa diligence après seulement dix minutes. Elle rapporte la scène dans une de ses Lettres d'un voyageur, publiée le 15 novembre 1836, où elle décrie une « orgie de patriciens ».
Vers la fin des années 1980, l'hôtel accueille à plusieurs reprises l'actrice américaine Oona O'Neill, veuve du cinéaste Charlie Chaplin.

### Chambre Napoléon

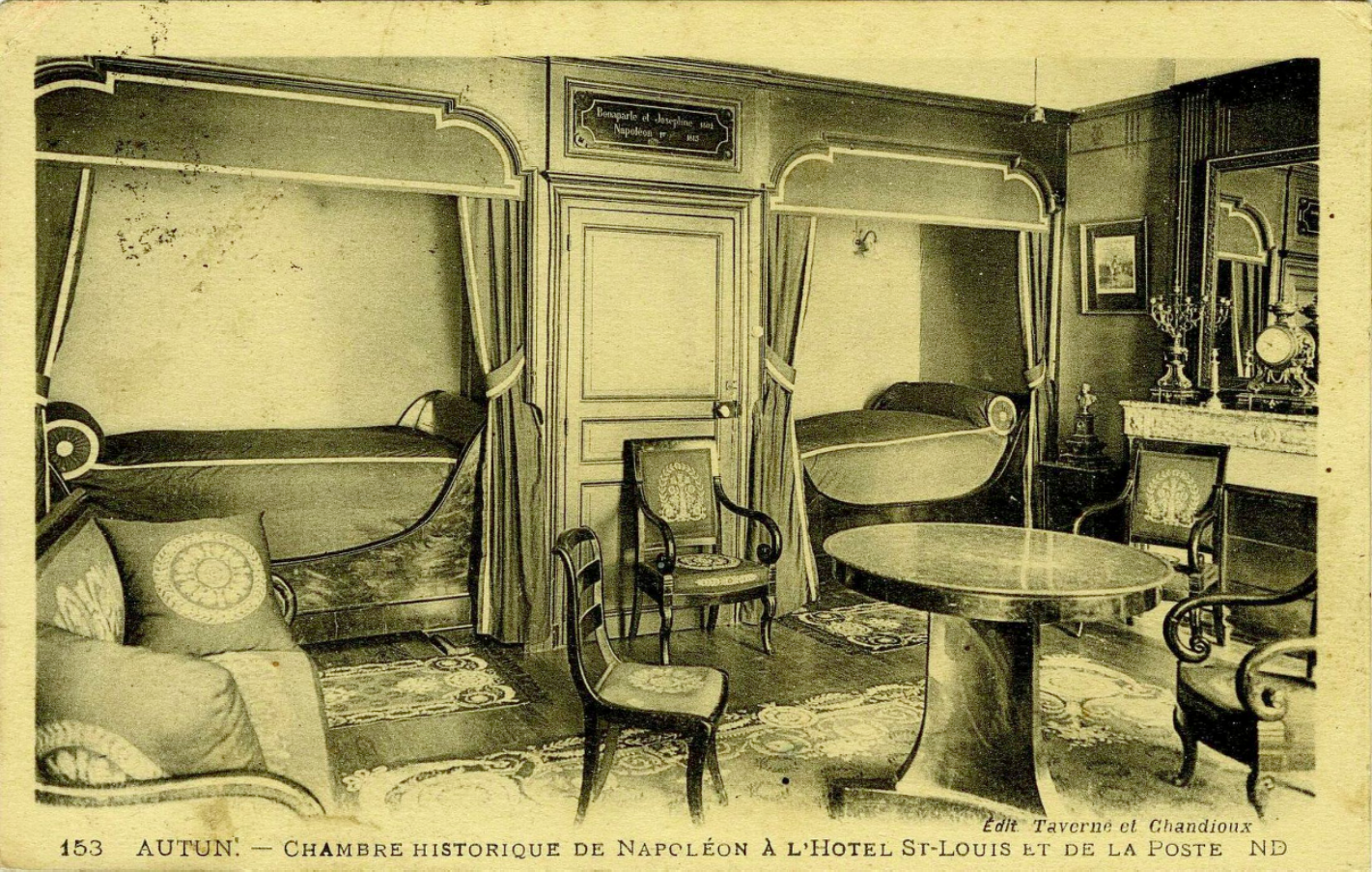
La chambre Napoléon au début du XXe siècle.

La chambre de l'hôtel où a séjourné Napoléon Bonaparte et Joséphine de Beauharnais en 1802 puis Napoléon seul en 1815 a été conservée sous son mobilier contemporain et est connue comme étant la « chambre Napoléon ». Une plaque célèbre leur passage. Le mobilier est composé de deux lits-bateaux, enchâssés dans des alcôves et ornés de bronzes dorés, de deux tables de nuit en marbre noir, d'une commode et d'une coiffeuse ; le tout est estimé à environ 20 000 euros en 1997.
N'étant plus entretenue depuis la fermeture de l'établissement en 2013, elle risque, en 2021, de se détériorer.